# الدسمة
الدَّسْمَة منطقة سكنية من مناطق محافظة العاصمة في الكويت. سُمِّيت بهذا الاسم لأنها كانت منطقة ذات ربيع أخضر (تربتها دسمه). تحاذيها من جهة الشرق بنيد القار ومن الشمال المرقاب ومن الغرب المنصورية ومن الجنوب الدعية.  فيها واحد من المساجد الرئيسة للشيعة وهو مسجد النقي إلى جانب الحسينيات الصغيرة. وكذلك أقدم مسجد للسنة في هذه المنطقة مسجد الشيخ مساعد العازمي، وكان بها أول مطار في الكويت، أنشئ في العام 1927 وبدأت به أول الرحلات المدنية المنتظمة في العام 1932.